# Fiestas del Motín
Las Fiestas del Motín son una celebración que tiene lugar los primeros días de septiembre en la ciudad española de Aranjuez. En ella se rememora los hechos del Motín de Aranjuez, que provocaron la caída de Godoy y la abdicación de Carlos IV en Fernando VII. Desde 2014 está declarada como Fiesta de Interés Turístico Internacional.

## Historia

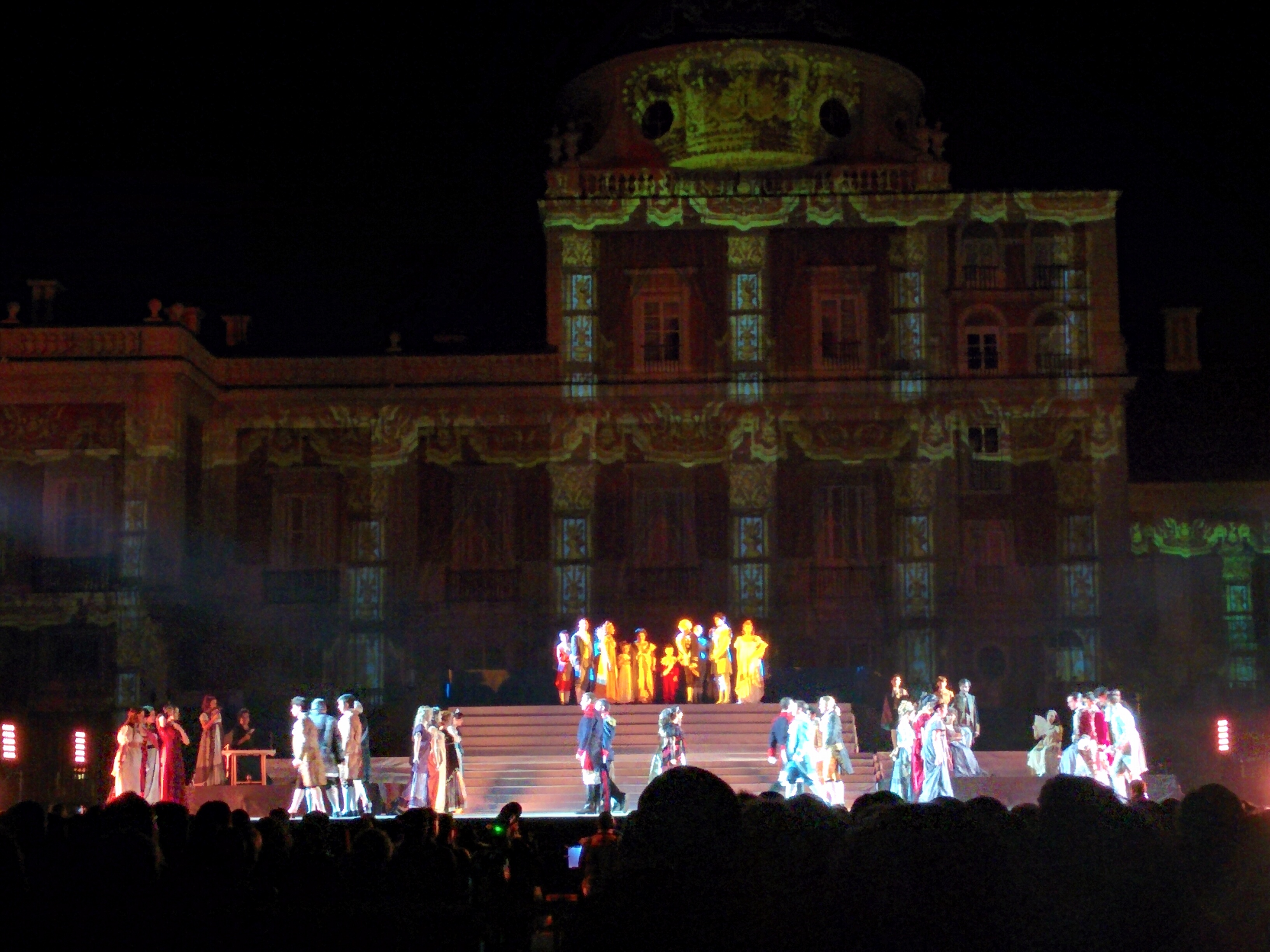
Momento de la representación del Motín en 2016

El 5 de septiembre de 1982, en el marco de sus tradicionales ferias y fiestas, se llevó a cabo por primera vez la representación del Motín de Aranjuez, escenificación que tuvo lugar en el patio de armas del Palacio Real. Con el paso de los años, también se ha desarrollado en otros emplazamientos, como la plaza de San Antonio y la plaza de Parejas. Se aunaban así los actos lúdicos de las fiestas tradicionales y la recuperación de las raíces históricas de Aranjuez. Igualmente, se planteó crear la figura del Amotinado Mayor, que representase al pueblo de Aranjuez, y el 8 de septiembre de 1984 se propuso como primer Amotinado Mayor a Camilo José Cela.
En 1998, tras la aprobación del nuevo reglamento de honores y distinciones de Aranjuez, se definieron las cualidades que debía poseer el elegido para recibir el galardón: podría recaer en aquellas personas o entidades que, a lo largo de su vida, se hayan caracterizado por la defensa de las libertades o por su labor en apoyo y promoción de los más desfavorecidos. Igualmente, desde 1989 hasta 2002 se eligió la figura de la Maja Goyesca, que si bien los primeros años recayó en personajes célebres como Massiel (1989), Ana Obregón (1990), Miriam Díaz-Aroca (1991), Cristina Higueras (1992), Ivonne Reyes (1993) y Coral Bistuer (1994), desde 1995 su elección debía recaer en mujeres empadronadas en Aranjuez, que representasen al pueblo y con unas determinadas cualidades.

## Descripción

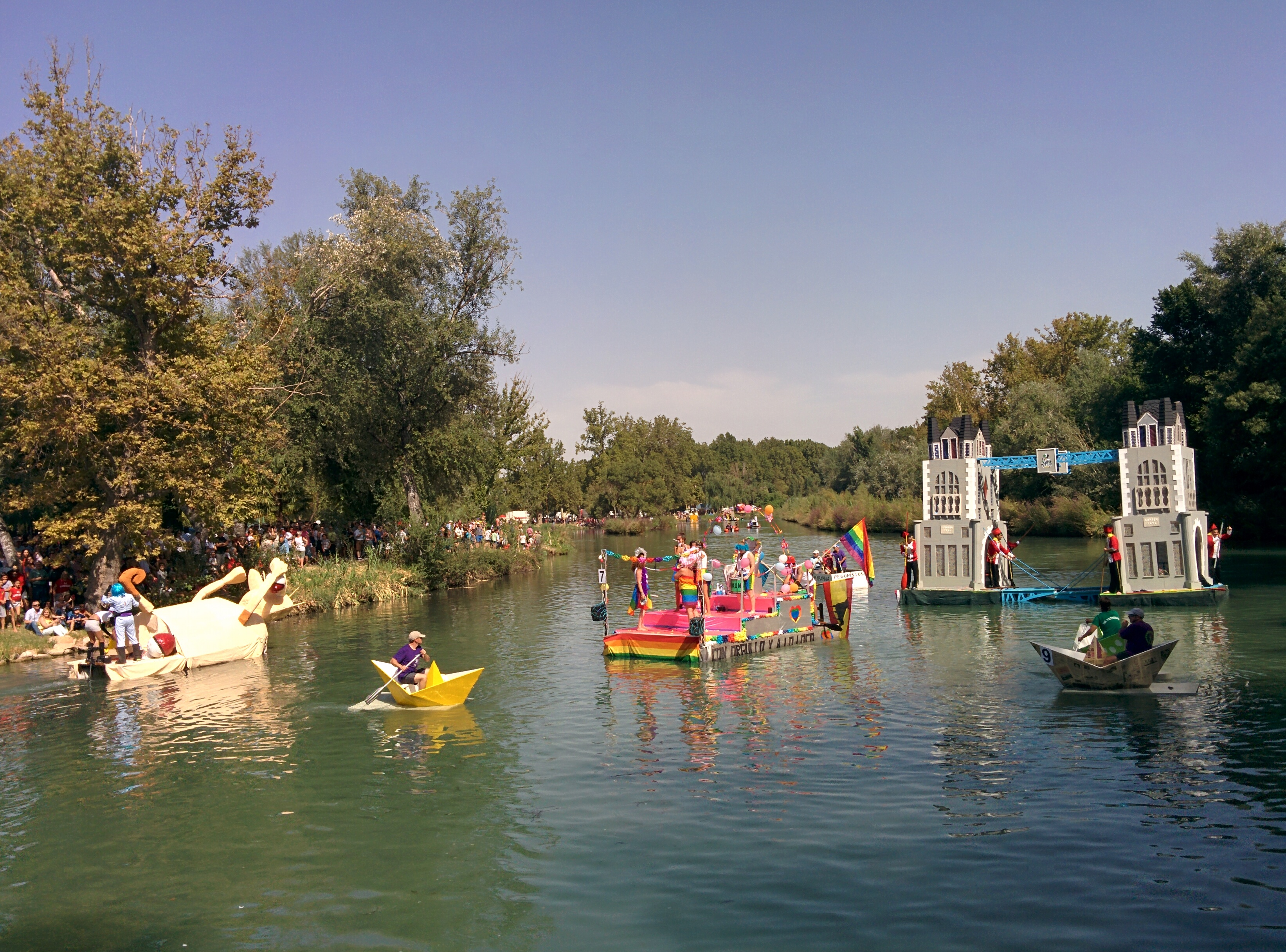
Descenso Pirata del Tajo

En el programa de fiestas, además de incluir actuaciones musicales, mercadillo artesanal, fiesta en los barrios, Día del Mayor, espectáculos taurinos y fuegos artificiales, destacan especialmente los siguientes actos:
- Asalto al palacio de Godoy: por la noche, y acompañados por el redoble de los tambores y la luz de las antorchas, los vecinos se dirigen hacia el palacio de Godoy. Allí representan simbólicamente el asalto y detención de este y queman sus enseres en un castillo de pirotecnia.
- Nombramiento del Amotinado Mayor: poco antes de la representación del Motín, el Ayuntamiento de Aranjuez otorga el título honorífico de Amotinado Mayor a una persona o entidad que haya destacado en defensa de las libertades democráticas o por su labor en apoyo y promoción de los desfavorecidos. A continuación, el Amotinado Mayor realiza un discurso antes de la escenificación.
- Representación del Motín: durante dos horas, alrededor de 150 vecinos de Aranjuez representan un espectáculo que, a través de diálogos, bailes y música, rememora los hechos acaecidos en 1808.
- Descenso Pirata del Tajo: los vecinos descienden por el río, desde el puente del Castillo hasta el puente de Barcas, a bordo de embarcaciones fabricadas por ellos mismos. El primer descenso tuvo lugar en septiembre de 1980, con carácter reivindicativo debido al escaso caudal del Tajo, y desde entonces, además de barcas divertidas y originales, las barcas de denuncia se han hecho eco de los problemas de la sociedad.[7]

## Amotinado mayor
Desde 1984, la figura de amotinado mayor ha recaído en las siguientes personas o entidades:
| Año  | Amotinado/a mayor                                                                                  | Año  | Amotinado/a mayor                                                                         |
| ---- | -------------------------------------------------------------------------------------------------- | ---- | ----------------------------------------------------------------------------------------- |
| 1984 | Camilo José Cela (escritor y académico de la Lengua)                                               | 2006 | Juan Antonio Samaranch (presidente de honor del COI)                                      |
| 1985 | Enrique Tierno Galván (alcalde de Madrid y diputado)                                               | 2007 | José Monleón (autor teatral)                                                              |
| 1986 | Juan Barranco (alcalde de Madrid y senador)                                                        | 2008 | Gregorio Peces-Barba (político, jurista y catedrático)                                    |
| 1987 | Joaquín Ruiz-Giménez (Defensor del Pueblo y presidente de Unicef)                                  | 2009 | Sor Manuela Fernández Martínez (religiosa de la Compañía de las Hijas de la Caridad)      |
| 1988 | Juan Luis Cebrián (periodista y académico de la Lengua)                                            | 2010 | Imanol Arias (actor, productor y director cinematográfico)                                |
| 1989 | Joan Manuel Serrat (cantautor, poeta y músico)                                                     | 2011 | Cáritas Española (organización humanitaria. Recoge Rafael del Río)                        |
| 1990 | José Luis Sampedro (economista, escritor y académico de la Lengua)                                 | 2012 | Guardia Civil (recoge Arsenio Fernández de Mesa Díaz del Río)                             |
| 1991 | José Luis Coll (escritor y humorista)                                                              | 2013 | Víctimas del Terrorismo (asociación social y humanitaria. Recoge Ángeles Pedraza Portero) |
| 1992 | Manuel Gutiérrez Mellado (vicepresidente del Gobierno y ministro de Defensa)                       | 2014 | ONCE (organización social y asistencial. Recoge Miguel Carballeira Piñeiro)               |
| 1993 | Joaquín Rodrigo (músico, compositor y académico de Bellas Artes)                                   | 2015 | María Luisa Nieto Fraile (presidenta de la Asociación de Vecinos Glorieta del Clavel)     |
| 1994 | Médicos Sin Fronteras (ONG. Recoge Pedro Barrios)                                                  | 2016 | Integrandes (asociación social y asistencial)                                             |
| 1995 | Pedro J. Ramírez (periodista)                                                                      | 2017 | Proactiva Open Arms (ONG)                                                                 |
| 1996 | Francisco de Goya (pintor. In memoriam)                                                            | 2018 | Ángel García Rodríguez (fundador y presidente de la Fundación Mensajeros de la Paz)       |
| 1997 | Luis María Anson (periodista y académico de la Lengua)                                             | 2019 | Cuerpo Nacional de Policía (recoge Francisco Pardo Piqueras)                              |
| 1998 | Basida (entidad social. Recoge Visitación Adán)                                                    | 2020 | No otorgado                                                                               |
| 1999 | Nieves Álvarez (modelo)                                                                            | 2021 | No otorgado                                                                               |
| 2000 | Foro Ermua (entidad política y social. Recoge Pablo Setién)                                        | 2022 | Pueblo ucraniano (recoge Dmytro Matiuschenko)                                             |
| 2001 | Colectivo de Mujeres Afganas Hawca (organización de asistencia humanitaria. Recoge Orezala Ashraf) | 2023 | Cruz Roja Española (recoge Pilar Ro Merinero)                                             |
| 2002 | Victoria Prego (periodista)                                                                        | 2024 | Fundación Luzón                                                                           |
| 2003 | Cristina del Valle (cantante y compositora)                                                        |      |                                                                                           |
| 2004 | Corporaciones democráticas (recogen los alcaldes de Córdoba, La Coruña y Madrid)                   |      |                                                                                           |
| 2005 | Greenpeace (ONG. Recoge José Luis García Lorenzo)                                                  |      |                                                                                           |

## Reconocimientos
En 1990 fueron declaradas de Interés Turístico Nacional, y en 2014 recibieron el reconocimiento de Fiesta de Interés Turístico Internacional, la única con dicho reconocimiento en la Comunidad de Madrid.